# 青山広美
青山 広美（あおやま ひろみ、本名未公表、1961年6月 - ）は、日本の漫画家・漫画原作者。男性。宮城県仙台市出身。上智大学外国語学部ロシア語学科中退。以前は青山パセリ名義を使用していたが、現在は全て青山広美名義で作品を発表している。
代表作に「トーキョーゲーム」「バード 〜砂漠の勝負師〜」「ギャンブルフィッシュ」など。

## 来歴
小学生の頃から少年漫画や姉が買っていた少女漫画を読み、萩尾望都や大島弓子などの漫画家に影響を受ける。大学の漫画研究会への入会を期に漫画を描き始め、在学中の1980年代前半に青山パセリ名義で『週刊漫画ゴラク』（日本文芸社）にてデビュー。同誌などに多数の短編麻雀漫画を執筆。
その後、本人の長年の希望であった少女漫画執筆のために青山広美名義で『プチフラワー』（小学館）の新人賞（PFコミックスクール）へ「箱舟の朝」を投稿し佳作を受賞する。その受賞作が同誌に掲載され少女漫画デビュー。その後も何本か読み切りを執筆した。これと並行して青山パセリ名義での青年漫画も引き続き執筆していたため、1990年頃から1992年頃までは2つのペンネームを使い分けていたが、「パワーボムTHEATER」連載終了後に青山広美名義に統一した。
青山広美名義にペンネーム統一後は『近代麻雀』（竹書房）、『ビッグコミックスピリッツ』（小学館）、『週刊少年チャンピオン』（秋田書店）などに作品を連載し活動。近年は山根和俊などとコンビを組み、主に漫画原作者として作品を発表し続けている。
なおアニメーターのSUEZEN（飯田史雄）と仲が良い。

## 作風
麻雀を中心としたギャンブル漫画を多く執筆する。この内「バード〜砂漠の勝負師〜」は麻雀漫画史上初めて、理詰めで絶対不可能とされていた「全自動卓による天和」のイカサマを描いた作品として名高い（現実世界でそれが可能かは別論として、理論的には証明された）。この作品で用いられた奇術トリックによる着想は、後の「ギャンブルフィッシュ」にも大きく活かされている。
その一方で、『プチフラワー』に掲載された何作かの短編漫画や「トーキョーゲーム」などの作品には、多くのSF要素が組み込まれている。また野球漫画や格闘漫画、推理漫画も執筆しており、作品におけるジャンルの幅は広い。
また、ストーリーを作るのが好きと発言しており、何人かの漫画家に原作を提供している。元々「ダイヤモンド」は原作を担当するつもりだったが、適当な人物が見つからず自分で描くことになったという。

## 作品一覧
未単行本化作品の内「真剣師MARIA!」「箱舟の朝」「おはよう」「月の都 銀の花」「夏至祭」「天使は雨の夜に」は、携帯コミックサイト『ケータイ★まんが王国』にて配信中。

### 連載
- ジャンゴー・キッド（『週刊漫画サンデー』） - 青山パセリ名義。第1巻収録分以降の話は単行本未収録。
- ロンメル将軍（『月刊サンデーまんが』1984年1月号 - 1985年6月号） - 青山パセリ名義。単行本『フラクタル・パセリ』に収録。
- 素晴らしき日曜日（『月刊サンデーまんが』1985年9月号 - 11月号） - 青山パセリ名義。単行本『フラクタル・パセリ』に収録。
- ザ・プロ（『リイドコミック』） - 青山パセリ名義。未単行本化。
- 母を訪ねて雀遊記（『ガッツ麻雀』） - 青山パセリ名義。未単行本化。
- 何様のつもりだ!!（『近代麻雀ゴールド』） - 青山パセリ名義。未単行本化。
- パワーボムTHEATER（『ジャックポット』） - 青山パセリ名義。
- THE HEAVY（『ジャックポット』） - 原作担当、作画：左近士諒。
- キッチンぱらだいす（『ジャックポット』） - シナリオ担当、作画：はしもとみつお。
- トーキョーゲーム（『近代麻雀オリジナル』1993年4月号 - 1994年12月号）
- 真剣師MARIA!（『ビッグコミックオリジナル増刊』） - 監修：先崎学。未単行本化。
- ダイヤモンド（『ビッグコミックスピリッツ』1998年15号 - 2000年2・3合併号）
- バード 〜砂漠の勝負師〜（『近代麻雀』2000年3月15日号 - 11月15日号）
- 格闘太陽伝ガチ（『ビッグコミックスピリッツ』2001年6号 - 2004年13号） - 監修→名誉監修[注 1]：ルー・テーズ、技術監修：青木良[注 2]。
- 東風のカバ（『近代麻雀』2005年2月1日号 - 2006年4月15日号） - 2005年6月1日号以降は単行本未収録。
- ギャンブルフィッシュ（『週刊少年チャンピオン』2007年10号 - 2010年33号） - 原作担当、作画：山根和俊。
- バード 〜最凶雀士VS天才魔術師〜（『近代麻雀』2011年2月15日号 - 10月1日号） - 原作担当、作画：山根和俊、協力：株式会社アルバン。「バード〜砂漠の勝負師〜」のリメイク。
- ドラゴン・ハイドレート 〜辰吉漂龍伝〜（『週刊少年チャンピオン』2011年33号 - 41号[注 3]） - 原作担当、作画：篠原花那。未単行本化。
- バード 〜雀界天使VS天才魔術師〜（『近代麻雀』2012年3月1日号 - 2013年5月15日号） - 原作担当、作画：山根和俊。「バード 〜最凶雀士VS天才魔術師〜」の続編。
- パンドラの復活（『ビッグコミック』2012年16号 - 24号） - 原作担当、作画：つかさつよし。
- 超人戦線（『チャンピオンRED』2014年4月号 - 2016年8月号） - 原作担当、作画：山根和俊。
- 池袋スティングレイ（『週刊ヤングマガジン』2014年33号 - 2015年22・23号） - 原作担当、作画：別天荒人、企画：Sammy。
- バード BLACK MARKET（『近代麻雀』2016年11月15日号 - 2019年12月号） - 原作担当、作画：山根和俊。「バード 〜雀界天使VS天才魔術師〜」の続編。
- 聲鬼（『eBigComic4』2017年4月28日 - 6月23日） - 原作担当、作画：大谷じろう。未単行本化[注 4]。
- BIRD JUVENILE 幼鳥編（『バード BLACK MARKET』第2巻 - 第6巻） - 「バード BLACK MARKET」単行本内での青山作画による連載。
- ラスベガスキング（『近代麻雀』2019年2月号 - 4月号） - 原作担当、作画：せきやてつじ。同名読み切りの連載化。
- 隻眼の鴉（『eBigComic4』2021年2月19日 - 5月21日） - 原作担当、作画：盛田賢司。未単行本化[注 4]。
- ストラグリング・ガールズ 〜一発逆転頭脳決戦〜（『チャンピオンRED』2023年1月号 - 2024年18月号、全18話） - 原作担当、作画：さくらうめ。

### 読み切り
- 雀鬼涙雨（『増刊 特集漫画トピックス』） - 青山パセリ名義。単行本『フラクタル・パセリ』に収録。
- エリア（『アメージングコミックス』1988年春の号（第1号）） - 青山パセリ名義。単行本『パワーボムTHEATER』第5巻に収録。
- ラヴィング・ユー（『ガッツ麻雀』1990年2月号） - 青山パセリ名義。単行本未収録。
- 箱舟の朝（『プチフラワー』1990年5月号） - 第55回PFコミックスクール佳作受賞作品、青山広美名義での初掲載作品。単行本未収録。
- おはよう（『プチフラワー』1991年1月号） - 単行本未収録。
- ルミネ前 午後3時（『プチフラワー』1991年5月号） - 単行本未収録。
- その声のとどく時（『プチフラワー』1991年11月号） - 単行本未収録。
- マグネシウムの海（『近代麻雀オリジナル』1992年10月号） - 単行本未収録。
- 月の都 銀の花（『プチフラワー』1992年11月号） - 単行本未収録。
- 夏至祭（『プチフラワー』1994年11月号） - 単行本未収録。
- 真夜中の宮殿（『まんがジャパンダ』No.1,No.3） - 単行本未収録。
- 九蓮宝燈殺人事件（『近代麻雀オリジナル』）[注 5]
- 大三元殺人事件（『近代麻雀オリジナル』）[注 5]
- 大四喜殺人事件（『近代麻雀オリジナル』）[注 5]
- 国士無双殺人事件（『近代麻雀オリジナル』）[注 5]
- 黄金のマッセ（『ビッグコミックスペリオール増刊』2001年5月20日号） - 原作担当、作画：若狭たけし。単行本未収録。
- ラスベガスキング（『近代麻雀オリジナル増刊ウイニング』2001年秋号、『近代麻雀』2002年2月1日号,10月15日号） - 原作担当、作画：せきやてつじ。後に連載化。
- ケビン・ランデルマン物語（『格闘チャンピオン』（2004年12月発売）） - 単行本未収録。
- 天使は雨の夜に[注 6] - 単行本未収録。

この他に『週刊漫画ゴラク』や『傑作麻雀劇画』などに掲載された短編が何作品か存在する。

### 書籍

#### 青山自身による作画作品
- 『ジャンゴー・キッド』、実業之日本社 〈マンサンコミックス〉 1985年、既刊1巻[注 7] - 初単行本。青山パセリ名義。
- 『フラクタル・パセリ』、笠倉出版社 〈カルト・コミックス〉 1986年、全1巻 - 青山パセリ名義。
- 『パワーボムTHEATER』、リイド社 〈SPコミックス〉 1990年 - 1992年、全5巻 - 青山パセリ名義。
- 『トーキョーゲーム』、竹書房 〈近代麻雀コミックス〉 1994年、全2巻
- 『九蓮宝燈殺人事件』、竹書房 〈近代麻雀コミックス〉 1997年、全1巻
- 『ダイヤモンド』、小学館 〈ビッグスピリッツコミックス〉 1998年 - 2000年、全8巻
- 『バード 〜砂漠の勝負師〜』、竹書房 〈近代麻雀コミックス〉 2000年、全2巻
  - （廉価版）竹書房 〈バンブー・コミックス〉 2012年、全1巻
- 『格闘太陽伝ガチ』、小学館 〈ビッグスピリッツコミックス〉 2001年 - 2004年、全12巻
- 『東風のカバ』、竹書房 〈近代麻雀コミックス〉 2005年、既刊1巻[注 7]

『ダイヤモンド』と『格闘太陽伝ガチ』は、コンテンツワークスが運営するウェブサイト「コミックパーク」にてオンデマンド印刷版が販売されている。

#### 原作担当作品
- 『THE HEAVY』、リイド社 〈SPコミックス〉 1993年 - 1994年、全2巻（作画：左近士諒） - 第1巻が青山広美名義での初単行本。
- 『キッチンぱらだいす』、リイド社 〈SPコミックス〉 1994年 - 1995年、全2巻（作画：はしもとみつお）
  - （廉価版）リイド社 〈SPコミックス〉 2020年、全2巻
- 『ギャンブルフィッシュ』、秋田書店 〈少年チャンピオン・コミックス〉 2007年 - 2010年、全19巻（作画：山根和俊）
  - （廉価版）秋田書店 〈秋田トップコミックスWIDE〉 2009年、全1巻[注 8]
- 『バード 〜最凶雀士VS天才魔術師〜』、竹書房 〈近代麻雀コミックス〉 2011年、全2巻（作画：山根和俊）
  - （廉価版）『麻雀魔術師バード 最凶雀士編』、竹書房 〈バンブー・コミックス〉 2014年、全1巻
- 『バード 〜雀界天使VS天才魔術師〜』、竹書房 〈近代麻雀コミックス〉 2012年 - 2013年、全3巻（作画：山根和俊）
  - （廉価版）『麻雀 天才マジシャンVS魅惑のイカサマ師』、竹書房 〈バンブー・コミックス〉 2015年、上下巻
- 『パンドラの復活』、小学館 〈ビッグコミックス〉 2013年、全1巻（作画：つかさつよし）
- 『超人戦線』、秋田書店 〈チャンピオンREDコミックス〉 2014年 - 2016年、全7巻（作画：山根和俊）
- 『池袋スティングレイ』、講談社 〈ヤンマガKC〉 2014年 - 2015年、全3巻（作画：別天荒人）
- 『バード BLACK MARKET』、竹書房 〈近代麻雀コミックス〉 2017年 - 2019年、全9巻（作画：山根和俊）
- 『ラスベガスキング』、竹書房 〈近代麻雀コミックス〉 2019年、全1巻（作画：せきやてつじ）

## インタビュー
- 2023年10月19日　青山広美インタビュー前編　ギャグに始まり少女漫画、SF麻雀漫画まで多様な漫画家生活初期[3]
- 2023年10月26日　青山広美インタビュー 後編　麻雀漫画史に残る大傑作『バード』、驚きの創作秘話！[4]